# Javier Benítez
Javier Benítez (ur. 30 czerwca 1976) – argentyński lekkoatleta specjalizujący się w skoku o tyczce, złoty medalista mistrzostw Ameryki Południowej i mistrzostw ibero-amerykańskich.

## Kariera
Zadebiutował w 1999 roku, zdobywając srebrny medal mistrzostw Ameryki Południowej. Dwa lata później w tej samej konkurencji został zaś mistrzem kontynentu. W 2002 zdobył złoty medal mistrzostw ibero-amerykańskich. W dalszej fazie kariery zdobył m.in. trzy kolejne medale mistrzostw Ameryki Południowej, jak również startował na mistrzostwach ibero-amerykańskich czy igrzyskach panamerykańskich. Nie brał udziału w igrzyskach olimpijskich czy mistrzostwach świata.
W latach 2001–2003 oraz 2005 wywalczył tytuł mistrza Argentyny.

## Osiągnięcia
| Rok     | Zawody                              | Miasto         | Miejsce | Wynik |
| ------- | ----------------------------------- | -------------- | ------- | ----- |
| 1999    | Mistrzostwa Ameryki Południowej     | Bogota         | 2.      | 5,00  |
| 2001    | Mistrzostwa Ameryki Południowej     | Manaus         | 1.      | 5,40  |
| 2001    | Uniwersjada                         | Pekin          | NH H    | N/A   |
| 2003    | Mistrzostwa Ameryki Południowej     | Barquisimeto   | 2.      | 5,20  |
| 2003    | Igrzyska panamerykańskie            | Santo Domingo  | 4.      | 5,35  |
| 2003    | Światowe wojskowe igrzyska sportowe | Katania        | 4.      | 5,00  |
| 2004    | Mistrzostwa ibero-amerykańskie      | Huelva         | NH H    | N/A   |
| 2005    | Mistrzostwa Ameryki Południowej     | Cali           | 2.      | 5,20  |
| 2006    | Mistrzostwa ibero-amerykańskie      | Ponce          | 4.      | 5,25  |
| 2006    | Mistrzostwa Ameryki Południowej     | Tunja          | 2.      | 5,35  |
| 2007    | Mistrzostwa Ameryki Południowej     | São Paulo      | 3.      | 5,20  |
| 2007    | Igrzyska panamerykańskie            | Rio de Janeiro | NH H    | N/A   |
| 2011    | Mistrzostwa Ameryki Południowej     | Buenos Aires   | 4.      | 4,80  |
| Źródło: |                                     |                |         |       |

## Rekordy życiowe
Rekord życiowy zawodnika to 5,40 m i został ustanowiony 7 kwietnia 2001 w Buenos Aires. Natomiast halowy rekord to 5,11 m i zawodnik ustanowił go 6 października 2004 w Santa Fe.